# Нутација
Нутација (лат. nutare — клатити се) је невелико колебање Земљиног обртања које углавном настаје услед периодичних измена положаја равни Месечеве орбите и Земљине теже према Месецу. Период нутације траје око 18,6 година.